# セミノール戦争
セミノール戦争（セミノールせんそう、英: Seminole Wars）、フロリダ戦争（フロリダせんそう）としても知られる）は、セミノールと総称される様々なインディアンとアメリカ合衆国とのフロリダにおける三次の戦争（紛争）である。第一次セミノール戦争は1817年-1818年、第二次セミノール戦争は1835年-1842年、第三次セミノール戦争は1855年-1858年であった。しばしば単にセミノール戦争（the Seminole War）と呼ばれる第二次セミノール戦争は、アメリカ独立戦争からベトナム戦争の間でアメリカ合衆国が関わった戦争では最も長く続いた戦争だった。インディアンたちはこれを、「インディアンのベトナム戦争」と呼んでいる。

## 背景

### フロリダ植民地
インディアンにはヨーロッパ人がもたらした疫病に対する抵抗力がほとんどなく、またスペイン軍がフロリダ北部でインディアンの反乱を弾圧したことで、この地域にヨーロッパ人が渡来するとフロリダ・インディアンの人口は減少した。またカロライナの州兵とそのインディアン同盟がフロリダ半島全域で幾度も攻撃を仕掛け、18世紀初頭までには残るインディアンのほとんどを殺害したか、捕虜にした。1763年にスペインがフロリダをイギリスに割譲するさい、スペイン軍は、わずかに生き残ったフロリダ・インディアンをキューバに送った。
アメリカ南東部の様々な部族は、新天地フロリダへの移住を開始した。1715年にはヤマシー族(en:Yamasee)がスペインの同盟者として、イギリス植民地軍との紛争後にフロリダへ移動した。クリーク族は、まずロウワー・クリーク族がフロリダに移り始め、やがてアッパー・クリーク族がこれに続いた。ヒチティ(en:Hitchiti)語を話すグループの支族であるミカズキ族は、現在のタラハシー近郊のミカズキ湖(en:Lake Miccosukee)周辺に入植した。この一族は、今日までミカズキ族(en:Miccosukee)として独自のアイデンティティを維持している。カウキーパー(en:Cowkeeper)率いるヒチティ語を話す他の集団は、スペイン人が17世紀に牧場を経営した土地、現在のアラチュア郡に入植した。最も有名な牧場のひとつがラチュアと呼ばれていたので、この地域は「アラチュア大草原(en:Paynes Prairie)」として知られるようになった。セントオーガスティンのスペイン人は、アラチュアのクリーク族を「野蛮」や「奴隷」といった意味の「シマロン」と呼びはじめたが、これがセミノールの語源である可能性は高い。このシマロンという名は、やがてフロリダの他の部族をも指すようになったが、各部族は依然として個々のアイデンティティを維持していた。セミノール戦争時点でフロリダにいた他のグループには、カルーサ(en:Calusa)地方の出身と信じられていたため「スパニッシュ・インディアン」と呼ばれていたユチ(en:Yuchi)や、フロリダ海岸部のスペイン人・キューバ人の漁場で暮らしていた「牧場インディアン」などがある。
また、18世紀のフロリダへの移住者には逃亡奴隷もいた。スペイン領フロリダに着くことができた奴隷は本質的には自由であった。スペイン当局は逃亡奴隷を歓迎し、セントオーガスティンに隣接したフォート・モーセ(en:Fort Mose Historic State Park)の住民として居住することを許可し、都市防衛のため彼らを民兵として起用した。他の逃亡奴隷は、時に奴隷として、時に部族の自由なメンバーとして、様々な「セミノール」の一団に加わった。いかなる場合でも、フロリダ・インディアンの下の奴隷制の重荷は、英領の植民地のそれよりかなり軽かった。ジョシュア・リード・ギディングス(en:Joshua Reed Giddings)の1858年の記述によれば、「彼らは奴隷を自由と奴隷の中間で処遇し、奴隷は通常自分の家族とともに暮らして自分の時間をもち、少量のとうもろこしや野菜を主人への支払に充てる。このクラスの奴隷は白人にとりもっとも嫌なものである」という。スペインが1763年にフロリダを去ったとき、フォート・モーセの元奴隷の大部分はキューバに行ったが、様々なインディアン部族と共に留まる者もあり、南北カロライナ州やジョージア州の奴隷たちはさらにフロリダへと逃亡を続けた。フロリダに留まったか、または後にセミノールに加わった黒人たちは、部族社会に融合して言語を習得し、部族の衣装をまとい、混血婚をした。これらのブラック・セミノールの何名かは部族の重要なリーダーとなった。

### 初期の紛争
アメリカ独立戦争の間、フロリダを支配したイギリスは、ジョージア州の開拓地の襲撃のためにセミノールを募集した。戦争の混乱はまた、フロリダに逃亡する奴隷の数を増加させた。これらの出来事は、セミノールというアメリカ合衆国にとっての新しい敵を作った。1783年、アメリカ独立戦争を終わらせた条約の一部として、フロリダはスペインに返還された。スペインのフロリダの掌握はそれほど強くはなく、セントオーガスティン、セントマークス、ペンサコーラに小さな守備隊がいるのみだった。このため、フロリダとアメリカ合衆国との境界は制御されなかった。アメリカの不法入居者たちがスペイン領フロリダに移っていた時、ミカズキと他のセミノールのグループは、まだ境界の合衆国側の町を占領していた。
1763年、フロリダはイギリスによって東フロリダと西フロリダに分割され、そして1783年にスペインがフロリダを取り戻したとき、スペインは分割をそのままにした。西フロリダはアパラチコーラ川(en:Apalachicola River)からミシシッピー川に拡大した。それらのルイジアナの所有地と共に、スペインの支配力はアパラチア山脈より西のアメリカ西部を流れるすべての川の下流域に及んだ。マニフェスト・デスティニーとして知られる拡張の奨励に加えて、西部の川での自由な交易を前提とすること、そしてフロリダをヨーロッパ諸国によるアメリカ合衆国の侵入のための基地として使用されることを防ぐことのために、アメリカ合衆国はフロリダの取得を望んだ。
1803年のルイジアナ買収によってミシシッピー川の河口はアメリカの手に渡ったが、アラバマ、ミシシッピー、テネシー、およびジョージアの大部分はメキシコ湾に達するまでに東フロリダまたは西フロリダを通り抜けた川によって荒らされていた。米国は、ルイジアナ買収による土地は、パーディド川(en:Perdido River)西の西フロリダを含んでいると主張した一方で、スペインは、西フロリダはミシシッピー川まで伸びていると主張した。1810年、バトンルージュの居住者たちは新政府を樹立して地元のスペインの砦を占拠し、アメリカ合衆国による保護を要求した。ジェームズ・マディソン大統領は、オーリンズ準州知事のウィリアム・C・C・クレイボーン(en:William C. C. Claiborne)に、ミシシッピー川からはるか東のパーディド川までの西フロリダを差押えることを認可したが、クレイボーンはパール川(en:Pearl River (Mississippi-Louisiana))(ルイジアナの現在の東境界)以西のエリアを占領するにとどまった。マディソンはその時、ジョージ・マシューズ(en:George Mathews (Georgia))をフロリダに対処しに行かせた。西フロリダの残りを米国に引き渡すという申し出が西フロリダの知事によって無効にされたとき、マシューズはバトンルージュに起こったことと同様の反逆をそそのかそうとして、東フロリダを歩き回った。しかし東フロリダの居住者たちは現状に満足であったため、代わりに志願兵部隊(無料の土地を約束された)がジョージアで挙兵された。1812年3月、数隻のアメリカ合衆国海軍の砲艦の援助を受けたこの「愛国者」の軍隊は、フェルナンディナ(en:Fernandina Beach, Florida)を占領した。フェルナンディナの占領は、元々ジェームズ・マディソン大統領によって認可されたのだが、彼は後にそれを否認した。愛国者軍はセントオーガスティンのカスティリョ・デ・サンマルコス(en:Castillo de San Marcos)を占領することができなかったが、しかし、イギリスとの戦争の提案は、東フロリダへのアメリカの侵入を終えることにつながった。1813年に、アメリカ軍はスペインから、アラバマ州モービルの奪還に成功した。
愛国者軍がフロリダから撤退する前に、スペインと同盟を組んでいたセミノールは彼らを攻撃し始めた。これらの攻撃は、セミノールが敵であるとするアメリカの意見を補強した。また、戦いにおけるブラック・セミノールの存在は、愛国者軍の中のジョージア人たちの間に、奴隷の反逆という昔の恐怖を思い起こさせた。1812年9月、ジョージア志願兵の中隊は、アラチュア大草原に住んでいるセミノールを攻撃したが、あまりダメージを与えられなかった。1813年初めには、より大きい軍隊がアラチュア大草原のセミノールの村から彼らを追い出し、数千頭の牛を殺したり追い払ったりした。

## 第1次セミノール戦争

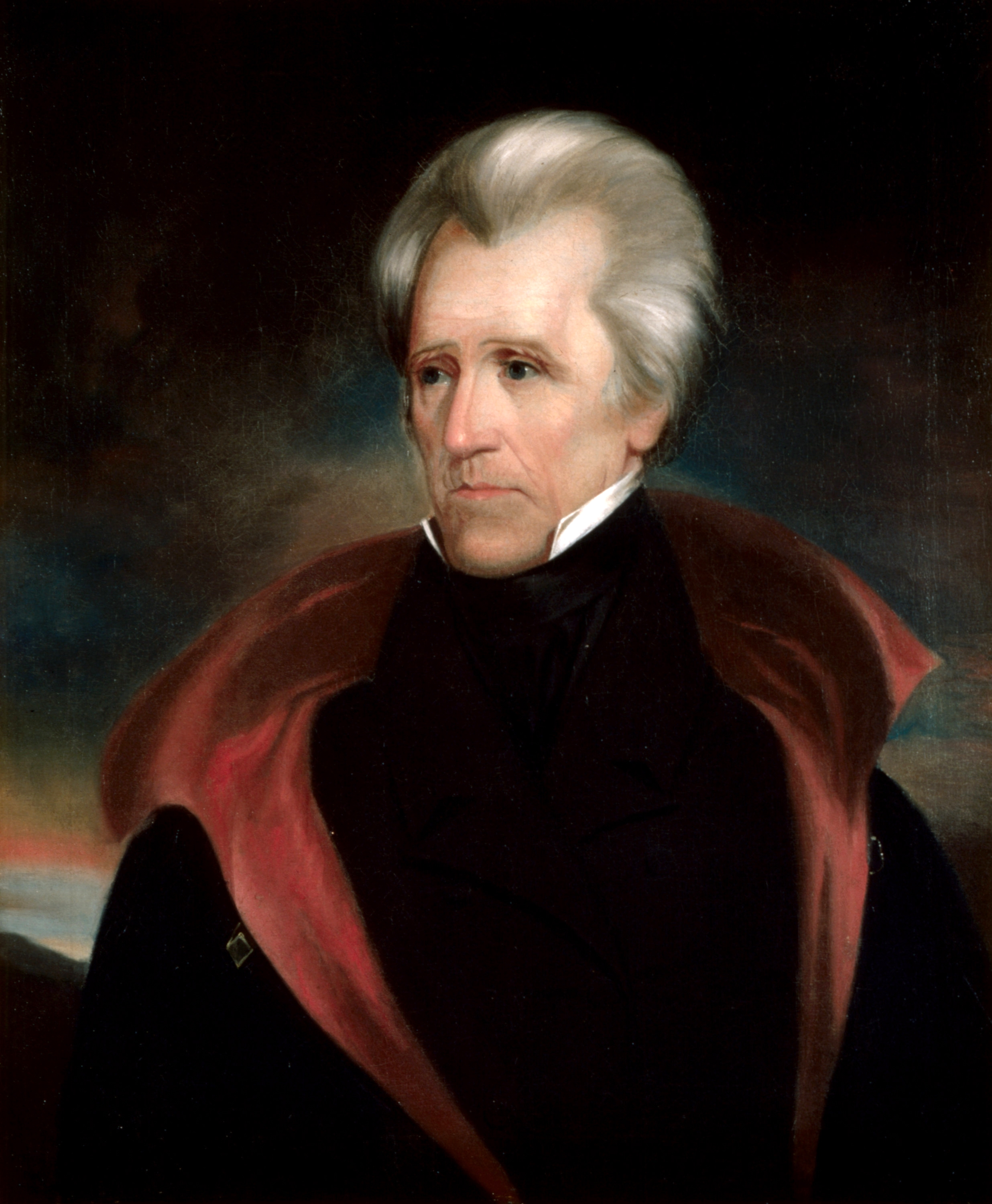
アンドリュー・ジャクソンは第1次セミノール戦争中にフロリダに侵略した。

第1次セミノール戦争の始まりと終わりの日付はしっかりと確立されていない。米国陸軍歩兵隊では、1814年から1819年まで続いたとしている。アメリカ合衆国海軍の海軍歴史センターは、1816年から1818年としている。別の陸軍サイトは、1817年から1818年としている。最後に、第5野戦特科第1大隊は、戦争は唯一1818年に起こったと記述している。

### クリーク戦争とニグロ砦

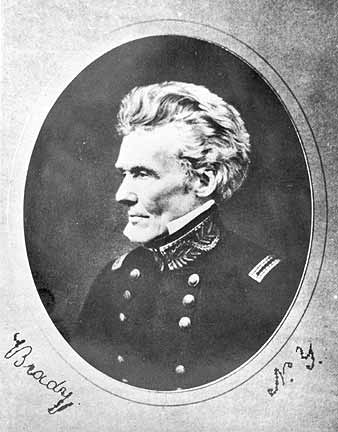
エドモンド・ペンデルトン・ゲインズの肖像画

フロリダのセミノールに影響する次の大きい出来事は、1813年から1814年のクリーク戦争であった。1814年、アンドリュー・ジャクソンはホースシュー・ベンドの戦いでクリーク族のレッド・スティックス一派(en:Red Sticks)に打ち勝った後に、国民的英雄となった。彼の勝利の後、ジャクソンはクリーク族にフォート・ジャクソン条約(en:Treaty of Fort Jackson)を押しつけ、ジョージア南部と、アラバマ中部および南部のクリーク族の土地を収奪した。この結果、多くのクリーク族が、アラバマとジョージアを去ってフロリダに移動した。
1814年にも、アメリカ合衆国と交戦していたイギリスは、西フロリダのペンサコーラや他の場所に軍隊を上陸させ、インディアンの同盟を編成し始めた。1814年5月、イギリス軍はアパラチコーラ川の河口に入り、セミノール、クリーク、および逃亡奴隷に武器を配った。イギリス軍は上流に移動し、プロスペクト・ブラフ(en:Fort Gadsden)に砦を築き始めた。ジャクソン将軍率いるアメリカ軍は、モービルへの攻撃によってイギリス軍と彼らのインディアン同盟軍を撃退した後、ペンサコーラからイギリス軍を追い出した。しかし、プロスペクト・ブラフの砦は機能し続けた。米英戦争が終わったとき、イギリス軍部隊は、イギリス海兵隊のエドワード・ニコルズ少将を除いて西フロリダへ去った。彼は、大砲、マスケット銃、および弾薬を砦に供給することを指示し、ガン条約が、ジョージアとアラバマのクリークの土地を含む、戦争の間に失われたすべてのインディアンの土地の復帰を保証するとインディアンに伝えた。しかしセミノールは、砦の守備には関心がなく、彼らの村に戻った。1815年の夏にニコルズ少将が去る前に、彼は地域の逃亡奴隷に砦の占有をするように誘った。この砦の噂は広まり、それはすぐにアメリカ南部の白人たちに「ニグロ砦」と呼ばれるようになった。彼らは自分たちの奴隷が逃亡したり反乱したりする危険な予感として砦を見なした。
アンドリュー・ジャクソンはニグロ砦を排除したがっていたが、それはスペイン領内にあった。1816年4月、彼は、スペインがその砦を排除しないのなら彼が排除することを、西フロリダ総督に知らせた。総督は、彼には砦を取り返す手段がないと返答した。ジャクソンは、エドモンド・ペンデルトン・ゲインズ(en:Edmund P. Gaines)准将を砦の対処に割り当てた。ゲインズは、フロリダの境界のすぐ北のフリント川(en:Flint River (Georgia))に、スコット砦を造るようにダンカン・ラモント・クリンチ(en:Duncan Lamont Clinch)大佐に指示した。そして、ゲインズは、ニューオーリンズからアパラチコーラ川経由でスコット砦へ供給するという彼の意志を明らかにした。これはスペイン領とニグロ砦を通り過ぎることを意味していた。ゲインズは、スコット砦に供給するのにアパラチコーラを使用することは、米国陸軍がセミノールとニグロ砦を監視することになり、そしてもし砦から補給船へ発砲するならば、それはアメリカ軍に砦を破壊する口実を与えるであろうとジャクソンに伝えた。
スコット砦への供給船隊は、1816年7月にアパラチコーラに到達した。クリンチは100人以上の米兵とおよそ150名のクリーク族の軍隊と共に、アパラチコーラを進軍した。供給船隊はニグロ砦でクリンチに出会い、そして船隊を率いた2隻の砲艦が、砦から川を横切って位置についた。砦の黒人は、アメリカ兵と彼らのクリーク同盟軍に向けて大砲を発射したが、しかし大砲を向ける際の訓練も経験もなかった。アメリカ軍は撃ち返し、そして、砲艦によって撃たれた9番目の発砲は、砦の火薬庫に落ちた。この結果起こった爆発は、ペンサコーラから160km（100マイル）以上離れたところでも聞こえて、砦を破壊した。砦にいたおよそ320名のうち、250名以上は即死し、そして、さらに多くの人はすぐ後に負傷により死亡した。砦の破壊の後、アメリカ陸軍はフロリダから撤退したが、アメリカからの不法入居者と無法者は、セミノールに対して襲撃を実行し、インディアンを殺して、彼らの奴隷と牛を盗んだ。アメリカの白人によって遂行された殺害と窃盗に関する憤りは、セミノールたちの中で広まり、それは報復と、特に入植者から牛を盗むことに通じた。1817年2月24日、セミノールはジョージア州カムデン郡在住の女性、ギャレット夫人と、彼女の3歳になる子供と生後2か月の子供を殺害した。

### ファウルタウンとスコットの虐殺

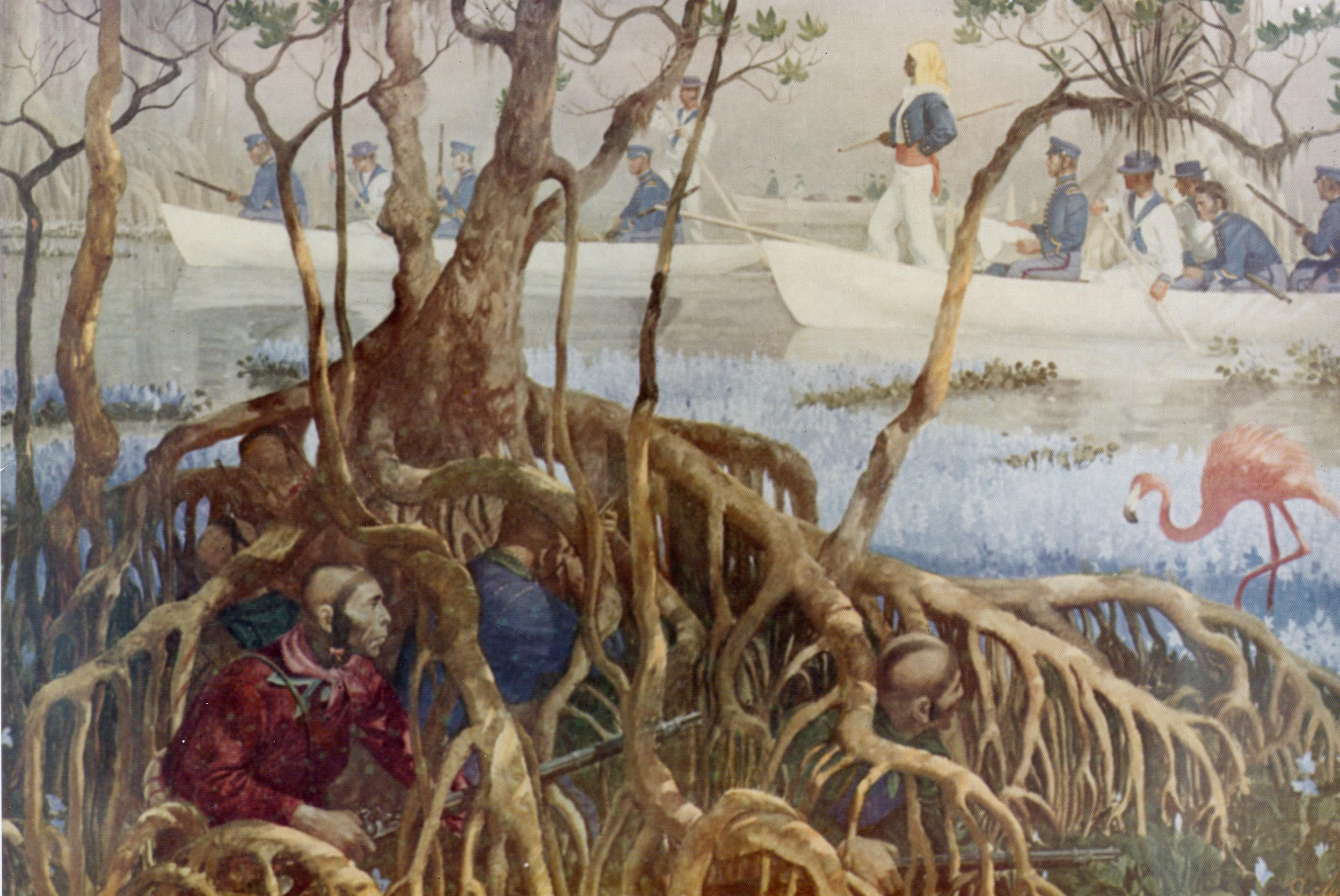
セミノールを探すアメリカ軍

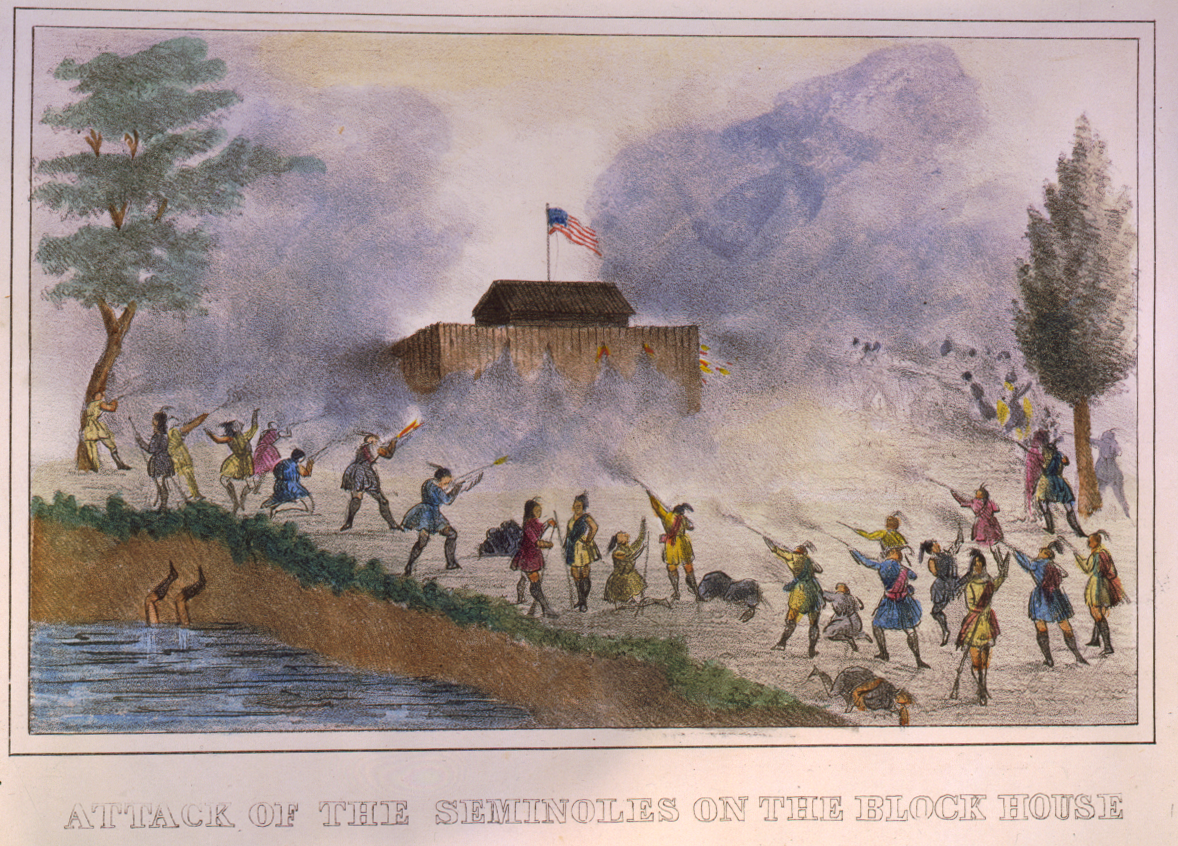
米軍の要塞に攻撃を加えるセミノール

ファウルタウンは、スコット砦のおよそ15マイル(24km)東の、ジョージア南西部のミカズキ(en:Miccosukee)の村だった。ファウルタウンのネアマスラ酋長は、フリント川東側における土地の使用について、本来そのエリアはミカズキの主権があると主張して、スコット砦の指揮官と口論になった。ジョージア南部の土地が、フォート・ジャクソン条約でクリーク族に割譲されていたが、ミカズキは、自分たちがクリーク族であるとは考えず、また条約に束縛されることを嫌い、さらにクリーク族にはミカズキの土地を割譲するどんな権利も受け入れなかった。1817年11月、ゲインズ将軍は、ネアマスラを差押えるために250名の部隊を送った。最初の試みはミカズキによって撃退された。翌日の1817年11月22日、ミカズキは彼らの村から追い出された。このファウルタウンへの攻撃を、戦争の始まりの日付とする歴史家もいる。元ジョージア州知事で当時クリークインディアン管理官(en:Indian Agent)であったデヴィッド・ブライディ・ミッチェル(en:David Brydie Mitchell)は、議会への報告書に、ファウルタウンへの攻撃が第1次セミノール戦争の始まりであると述べた。
1週間後、R・W・スコット中尉が指揮していたスコット砦への供給船は、アパラチコーラ川で攻撃された。40〜50名の兵士がボートの上にいて、この中には20名の病気の軍人と、軍人の妻が7名、およびことによると何人かの子供が含まれていた (セミノールによって殺された4人の子供の報告があるが、彼らは虐殺の初期の報告では言及されず、またそれらの存在は確認されていない)。ボートの乗員のほとんどは、インディアンによって殺された。1名の女性が捕虜となり、6名の生存者が砦に行った。
ゲインズ将軍は、フロリダに侵入しないように命令され続けていて、後にフロリダへの短い押しつけを許容するために修正された。アパラチコーラのスコットの虐殺のニュースがワシントンD.C.に届いたとき、ゲインズはスペインの設備をひとつも攻撃せずに、フロリダに侵入して、インディアンを追跡するように命令された。しかし、ゲインズはフェルナンディナを占領した海賊に対応するため、東フロリダに向けて出発した。ジョン・カルフーン陸軍長官は、フロリダの侵入を導くようにアンドリュー・ジャクソンに命令した。

### ジャクソンのフロリダ侵入
1818年3月、ジャクソンはスコット砦に彼の軍を集めた。その軍は、800名の米国陸軍正規兵、1,000名のテネシー州志願兵、1,000名のジョージア州民兵、およびおよそ1,400人の好意的なロウワー・クリークの戦士を含んでいた。3月13日、ジャクソンの軍隊はアパラチコーラ川を下って進軍しフロリダに入った。ニグロ砦の場所に着くと、ジャクソンは兵士に新しい砦、ガズデン砦を建設させた。軍隊はその後、ミカズキ湖周辺のミカズキの村へ出発した。3月31日、タラハシーのインディアンの町を燃やし、その翌日、ミカズキの町を占拠した。300名以上のインディアンの家が破壊された。その後4月6日にジャクソンは南へと向かい、セントマークスに到着した。
セントマークスで、ジャクソンはスペインの砦を占拠した。そこで彼は、バハマ諸島で仕事をするスコットランド人商人のアレクサンダー・ジョージ・アーバスノット(en:Arbuthnot and Ambrister incident)を見つけた。彼はフロリダのインディアンと交易していて、インディアンを代表してイギリスとアメリカの当局に宛てた手書きの手紙を持っていた。銃を販売していたために、彼はインディアンに戦争の準備をさせていると噂された。彼のインディアンとの主な交易の品目は鹿の皮で、恐らく彼は、インディアンが鹿を狩るために必要としていたので、銃を販売していた。2人のインディアンの指導者、ジョサイア・フランシス とホマスレミコは、イギリスの国旗をはためかせながらセントマークスに投錨していたアメリカの船に向かって行き、そして捕らえられた。ジャクソンがセントマークスに到着するとすぐに、2人のインディアンは岸に連行され、絞首刑にされた。
ジャクソンは、スワニー川(en:Suwannee River)沿いの村を攻撃するためにセントマークスを離れた。川は主に逃亡奴隷によって占領されていた。4月12日、軍隊はエコンフィナ川(en:Econfina River)沿いにレッドスティックスの村を見つけた。およそ40名の戦士を殺し、およそ100名の女性と子供を捕らえた。彼らは村で、その前年の11月にアパラチコーラ川の上の補給船への攻撃時に捕らえられた女性、エリザベス・スチュワートを見つけた。行軍中、ルート沿いのブラック・セミノールに苦しめられながらも、軍隊はスワニーの村に人影がないことを知った。この時、元イギリス海兵隊で自称イギリスの「担当官」のロバート・アンブリスターが、ジャクソンの軍隊に捕らえられた。セミノールと黒人の主な村を破壊したので、ジャクソンは勝利を宣言し、ジョージア民兵とロウワー・クリークらを家に帰した。残った軍隊はセントマークスに戻った。
セントマークスでは、軍事法廷が召集され、セミノールを支援し彼らに戦争を扇動し、合衆国に対して向かわせた罪で、アンブリスターとアーバスノットを告発した。アンブリスターは罪を認めたが、アーバスノットは合法的な取引に従事しただけであったと無実を主張した。裁判所は両方の男性に死刑を言い渡したがその後緩和され、アンブリスターの罰を50回の鞭打ちと1年の重労働に変えた。しかし、ジャクソンはアンブリスターの死刑を復活させた。アンブリスターは1818年4月29日に銃殺隊によって処刑された。アーバスノットは彼の持つ船の桁端から絞首刑にされた。
ジャクソンは、セントマークスの守備隊を去り、ガズデン砦に戻った。ジャクソンは最初に、すべてが平和であり、自分はテネシー州ナッシュビルに戻る予定であると報告していた。後に彼はインディアンが集まってスペインから供給を受けていると報告し、5月7日に1,000名の兵士と共にガズデン砦を去り、ペンサコーラへ向かった。西フロリダ総督は、ペンサコーラのインディアンの大部分が女性と子供であり、男性は非武装であったが、ジャクソンは止まらなかったと主張した。ジャクソンが5月23日にペンサコーラに着いたとき、総督と175名のスペイン守備隊は、ペンサコーラ市をジャクソンへ明け渡してバランカス砦(en:Fort Barrancas)に退却した。両軍が2日間砲撃を交わし、スペイン軍は5月28日にバランカス砦を明け渡した。ジャクソンは、西フロリダの軍事知事としてウィリアム・キング大佐を残して帰還した。

### 結果
ジャクソンの行動には国際的な反響があった。国務長官のジョン・クィンシー・アダムズは、ちょうどフロリダ買収のためにスペインとの交渉に入ったところであった。スペインは、西フロリダの侵入と占拠に異議を申し立てて、交渉を中断させた。スペインにとっては、合衆国に報復するか、または無理矢理西フロリダを取り戻すしか手段がなく、そのためアダムズは、スペインに抗議をさせて、続いてイギリス、スペイン、およびインディアンとの戦争を非難した72もの関連書類と共に公式文書を発行した。公式文書では、彼は、西フロリダの占拠の件も謝罪し、スペイン領地の占領がアメリカの方針でないと言って、セントマークスとペンサコーラをスペインに返すと申し出た。スペインはこれを受け入れて、結局、フロリダ買収のための交渉を再開した。
イギリスはアメリカ合衆国領土に一度も入らなかった2名の処刑について異議を申し立てた。過酷な報復と賠償金の話がイギリスで起こった。アメリカはイギリスとの新たな交戦を懸念した。結局イギリスでは、経済上アメリカ合衆国がどれだけ重要であるかを知り、良い関係を維持することが選択された。
アメリカ国内にも反響はあった。議会の委員会は、アンブリスターとアーバスノットの軍事裁判の、規定外の結果について公聴した。ほとんどのアメリカ人がジャクソンを支持したが、ある者は、ジャクソンが「馬に乗った男」、ナポレオンになるかもしれないと心配した。1818年12月に議会が再び召集されたとき、ジャクソンの行動への非難が決議された。ジャクソンはとても人気があり、決議案は失敗したが、アンブリスターとアーバスノットの処刑は、彼が大統領になることを妨げるには十分ではなかったにせよ、彼の評判に死ぬまで汚点として残った。

## 第1次戦争後
1821年に、スペインはフロリダをアメリカ合衆国に売却した。フロリダに実効的な政府はなかなか来なかった。アンドリュー・ジャクソン将軍は、1821年3月にフロリダの軍事知事に任命されたが、1821年7月にようやくペンサコーラに到着した。彼はフロリダでちょうど3か月を過ごしてから、1821年9月に役職を辞め、10月に家に帰った。彼の後継者のウィリアム・P・ドゥヴァル(en:William Pope Duval)は、1822年4月まで任命されず、そして彼は、1822年内にはケンタッキーの自宅へ行き長期にわたって明け渡した。フロリダの領土の他の公的な役職者も、同様に空席だったり不在がちだったりだった。
それでも、セミノールは新政府の課題であった。1822年初め、フロリダ領土の暫定長官でセミノールの暫定担当者であったジョン・R・ベル大尉は、フロリダのインディアン人口の見積りを準備した。彼はおよそ5,000人のインディアンと、彼らが300人の奴隷を保有していると報告した。彼は、米国のフロリダへの視点における正当な根拠なしで、彼らの3分の2がクリーク戦争からの避難民であると見積もった。インディアンの入植地は、スワニー川に沿ったアパラチコーラ川の周りの領域に位置していて、そこから南東方面にはアラチュア大草原があり、南西方面にはわずかにタンパベイの北にかかっていた。
フロリダの職員は、セミノールの状況に関する始まりに心配させられた。居留地の設立を盛り込んだ条約が調印されるまで、インディアンは作物を植えて収穫を期待できる場所を確保しておらず、彼らは占領した土地に移住してくるであろう白人の不法な入居者らと競わなければならなかった。交易を認可する制度がまったくなく、無免許の商人はセミノールに酒類を供給していた。このように多くの問題があったにもかかわらず、フロリダ領土の職員のポストにはパートタイムが存在したり安易な任官が行われていたため、セミノールとの会合は、中止されたり延期されたり、または単に新しいミーティングに時間と場所を設定するために時々行われるだけだった。

### ムールトリー・クリーク条約

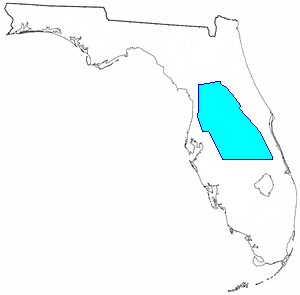
ムールトリー・クリーク条約がセミノールに与えた中央フロリダの居留地

1823年、政府は、領土の中央部の居留地にセミノールを入植させることを最終的に決めた。条約を取り決める会合は1823年9月の上旬にセントオーガスティンの南のムールトリー・クリークで予定された。セミノールらの主な代表にはネアマスラが選出され、およそ425名のセミノールが会合に出席した。そこで交渉された条約に関する諸条件では、セミノールは、合衆国の保護のもとに自分たちを置き、およそ400万エーカー(1万6000平方キロメートル)の居留地と引き換えに、フロリダの土地に対するすべての主張を取り下げることが強制された。居留地は、現在のオカラの北部からタンパベイの南端までのラインの、フロリダ半島の中央を駆け下りるものだった。キューバやバハマ諸島からの商人との接触を防ぐため、境界は両海岸から内陸部に設置された。しかしながら、ネアマスラと他の5人の酋長らは、アパラチコーラ川沿いに彼らの村を持つことが許された。
ムールトリー・クリーク条約の下では、彼らが平和であり法を遵守する限りは、アメリカ合衆国政府がセミノールを保護することが義務付けられた。政府は、1年間セミノールに農機具、牛、および豚を分配し、彼らに居留地に移動するための旅費とそれにまつわる損失を補償して、セミノールが新しい作物を植えて収穫するまで食料を提供することになっていた。20年の間、部族に1年あたり5,000USドルを支払って、また、政府は20年間、通訳官、学校、および鍛冶を提供することも約束した。それと同様に、セミノールは道路が居留地内に敷設されることを許容しなければならず、どんな逃亡奴隷または他の逃亡者も逮捕して、彼らを合衆国当局に返却しなければならなかった。
条約の実現は遅れた。政府が本気で彼らを居留地に動かそうとしていることをセミノールに示すために、1824年前半、歩兵の4中隊が駐屯するブルック砦が現在のタンパの場所に設立された。しかし6月までに、条約の主な作者でそれを実行しようと準備していたジェームス・ガズデン(en:James Gadsden)は、セミノールは条約について不満であり、再交渉するのを望んでいることを報告した。新しい戦争の恐怖はゆっくりと忍び寄った。7月、デュヴァル知事は民兵を動員し、タラハシーとミカズキの酋長にセントマークスで彼と会うよう命令した。その会合で、彼は、1824年10月1日までに居留地に動くようにセミノールに命令した。

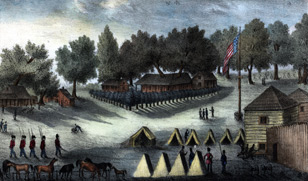
タンパベイのブルック砦の小屋とテント

セミノールは10月になってもまだ居留地に出発していなかった。デュヴァル知事は彼らを動かすために、セミノールに改訂した補償金を支払い始めた。また、彼は、配給されるためのタンパベイのブルック砦に送ることが約束された。ようやくセミノールは居留地に動き始めたが、彼らの一部は、1年以内に、スワニーとアパラチコーラ川の間の彼らの元の家に戻った。セミノールの大部分は、1826年まで居留地にいたが、彼らは順調ではなかった。彼らは、新しい畑を開墾して栽培しなければならず、成長した作物は干ばつに見舞われた。数名のセミノールが餓死したと報告された。ブルック砦の指揮官のジョージ・M・ブルック大佐とデュヴァル知事の両者は、ワシントンに空腹のセミノールのために助けを求める手紙を書いたが、しかしその要求は、セミノールがミシシッピー川の西に動かされるべきであるかどうかに関する討論によって止められた。その結果、5か月の間、セミノールへの救援物資はひとつも提供されなかった。
白人との単独の衝突はあったが、セミノールたちはゆっくりと居留地に入植した。現代のオカラの場所の居留地担当期間の近くにキング砦が建てられ、1827年前半までに、陸軍は、セミノールが居留地に入ってフロリダは平和になったと報告することができた。この平和は5年間保たれた。その間、セミノールに対してミシシッピー川の西部に送るべきという要求が繰り返された。セミノールは、特に彼らがクリーク同盟に参加することを示唆するそのような移動には反対された。セミノールはフロリダを彼らの故郷と主張し、彼らにはクリーク族とひとつも接触がないと否定していたが、ほとんどの白人は、フロリダにその頃移動していたセミノールを、単にクリーク族と見なした。
逃亡奴隷の状況は、セミノールと白人の間に継続する焦燥であった。セミノールと奴隷の捕縛人は、奴隷の所有権についての口論をした。フロリダの新しい農園は、セミノールを離れて逃れてきた奴隷の人口を増加させた。インディアンの暴動、そして/あるいは奴隷の反逆の可能性が心配されたので、デュヴァル知事は追加の連邦政府軍をフロリダに要求した。その代わりに、キング砦は1828年に閉鎖された。居留地で食物が不足し、獲物を見つけるのがより困難になったセミノールは、以前よりも頻繁に放浪するようになった。1828年には、セミノールの宿敵のアンドリュー・ジャクソンはアメリカ合衆国大統領に選出されもした。1830年に、議会はインディアン移住法を可決した。セミノールに関するすべての問題は、彼らをミシシッピー川以西に移動させることによって解決されることになった。

### ペインズ・ランディング条約
1832年春、居留地のセミノールはオクラワハ川の上のペインズ・ランディングの会合に呼ばれた。西部の土地が適当であることが分かったなら、セミノールたちは西に移動するということで条約は交渉された。その条約はクリークの居留地に入植することと、クリーク族の一部になることになっていた。新しい居留地を点検することになっていた7人の酋長の代表団は、1832年10月までフロリダを離れなかった。数か月の間領域を視察して、そこで既に入植していたクリーク族と打ち合わせた後に、7人の酋長は1833年3月28日、新天地を許容できるという声明に調印した。しかしながら、彼らがフロリダへ戻る途中で、彼らがそれにサインしていなかった、強制的にサインさせられたと主張して、酋長の大部分は声明を放棄し、ともかく、彼らは居留地に住んでいたすべての部族と団を決定する有利な権力を持ってはいなかった。しかし、アパラチコーラ川エリアの村はより容易に説得されて、1834年に西部へ移動した。

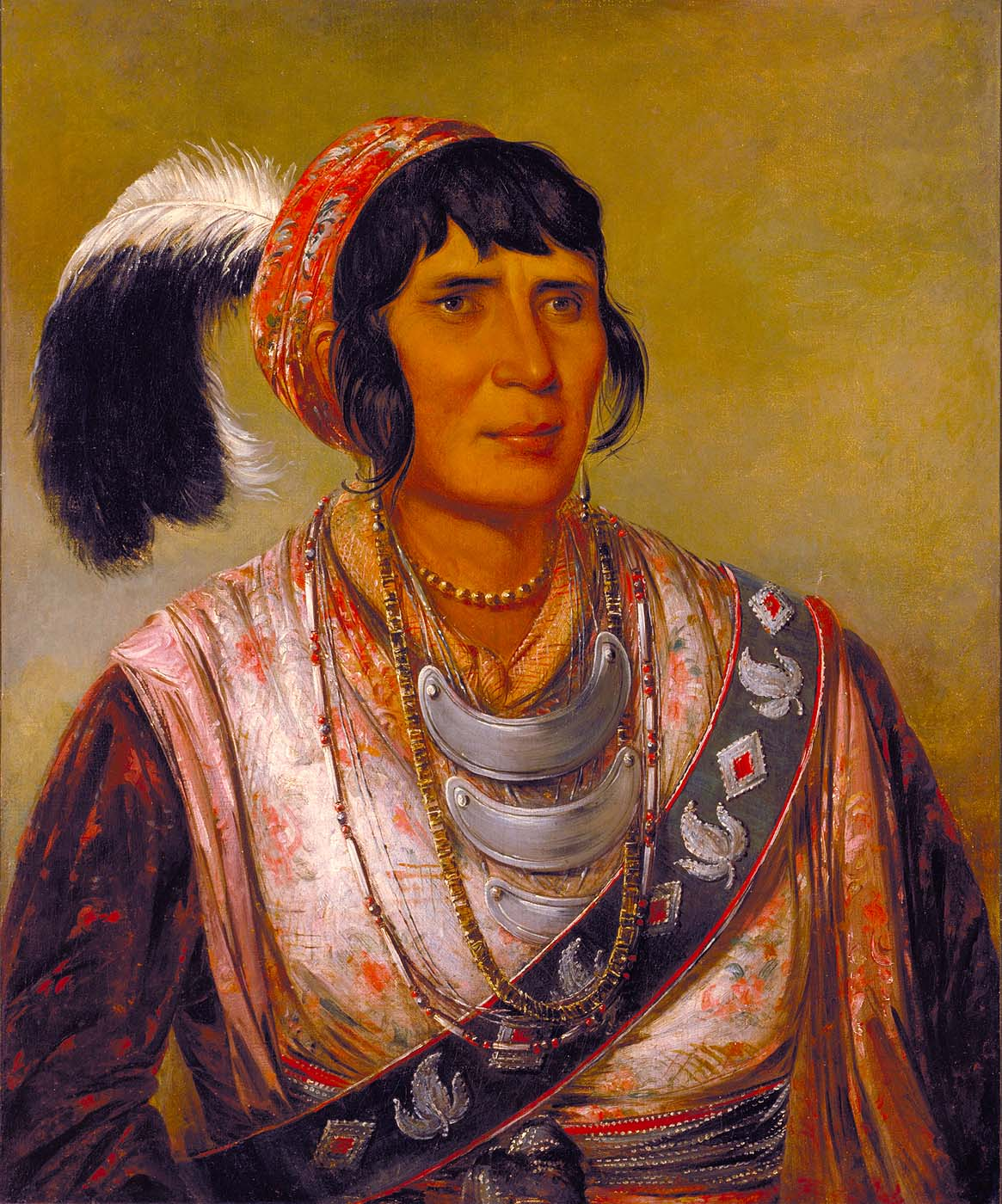
セミノールの指導者、オセオラ

1834年4月、アメリカ合衆国上院は最終的にペインズ・ランディング条約を批准した。条約はミシシッピー川以西へ移動するため、3年の期間をセミノールに与えた。政府は、1832年から数えて3年間と解釈して、セミノールが1835年には移動することを期待した。キング砦は1834年に再開した。新しいセミノール担当官のワイリー・トンプソンが1834年に任命され、セミノールに移動するよう説得する任務を負った。1834年10月、彼は、西への移住に関して彼らと話すためにキング砦に酋長を集めた。セミノールらは、彼らには移住する意志が全くなくて、またペインズ・ランディング条約によって束縛されているとは感じていないことをトンプソンに知らせた。このことをトンプソンは「インディアンは受け取った年金で、大量の火薬と導火線を購入した」と報告し、キング砦とブルック砦に援軍を要求した。クリンチ将軍もまた、セミノールは動かないつもりであり、彼らを動かせるのにより多くの軍が必要であるとワシントンに警告した。1835年3月、トンプソンは、アンドリュー・ジャクソンからの彼らへの手紙を読むため、酋長を集めた。「移動を拒絶するのであれば、軍を使って強制的に移動させる」と、ジャクソンはその手紙に書いた。酋長は、30日間の猶予を頼んだ。1か月後、セミノールの酋長は、彼らは西へは動かないことをトンプソンに言った。トンプソンと酋長は論争し始め、そして、クリンチ将軍は流血を防ぐために介入しなければならなかった。結局、8人の酋長は西部へ動くのに同意したが、年末までに移動を遅らせるように頼み、トンプソンとクリンチはそれに同意した。
アラチュア・セミノールのミカノピーを含むセミノールの最も重要な5名の酋長は、移動に同意していなかった。仕返しに、トンプソンは、それらの酋長が彼らの地位から免職されたと宣言した。セミノールとの関係はさらに悪化し、トンプソンはセミノールに銃と弾薬の販売を禁じた。白人に注視され始めていた若い戦士のオセオラは、特に禁止令に憤慨し、セミノールを奴隷と同一視されたように感じ、「白人は私を黒くできないだろう。私は白人を血で赤くして、太陽と雨で黒くして、ハゲタカはその肉で生きる」と言った。これにもかかわらず、トンプソンは、オセオラが友人であると考えて、ライフル銃を彼に与えた。もっとも、オセオラがその後問題を起こしていたとき、トンプソンは一晩キング砦で彼を監禁した。翌日、彼の釈放を保証するため、オセオラはペインズ・ランディング条約を受け入れて、彼の追随者を引きつけるのに同意した。
形勢はさらに悪化した。白人の集団は、キャンプファイアの周りに座っている何人かのインディアンを強襲した。さらに2名のインディアンが襲撃の間に来て、白人に発砲した。3名の白人が負傷し、インディアン側は1名が殺され、1名が負傷した。1835年8月、ブルック砦からキング砦までの手紙を運んでいた兵士のキンズレー・ダルトンは、セミノールによって殺された。11月、戦争を望まなかったチャーリー・エマスラ酋長は、彼の部族のメンバーを船で西に行かせるために、ブルック砦に部族を導いた。これは裏切りであると他のセミノールは考えた。オセオラは、街道でチャーリー・エマスラに会い、彼を殺した。

## 第2次セミノール戦争
セミノールは移住に抵抗するであろうという認識がしみ込んだ時、フロリダは軍備を整え始めた。セミノールが農園と民兵の幌馬車を攻撃した時、住民は安全に逃げた。フランシス・デイド少将指揮下の総計108名の2中隊が、キング砦を補強するためにブルック砦から派遣された。1835年12月28日、セミノールは兵士を要撃して司令を破壊した。2名の兵士だけがブルック砦に戻り、1名は数日後に負傷により死亡した。この後数か月にわたって、クリンチ、ゲーンズ、ウィンフィールド・スコットらの司令官と、知事のリチャード・キース・コール(en:Richard K. Call)は、多くの軍を率いてセミノールを追跡したが無駄に終わった。そうこうしているうちにセミノールは州全体で暴れ出し、孤立した農場、開拓地、農園、陸軍の要塞を攻撃し、ケープ・フロリダの灯台（en:Cape Florida Light）に放火までした。供給の問題と夏期に起こる高い確率の疾病のため、軍はいくつかの砦を捨てた。
1836年の終わり、トーマス・ジェサップ少将は戦争の指揮に配属された。ジェサップは新しいアプローチを戦争にもたらした。セミノールを力づくで押さえ込むために大きい縦隊を出す型通りの戦いの代わりに、彼はセミノールをすり減らすことに集中した。これはフロリダに大きな軍の駐留を必要とし、ジェサップは結局、9,000人以上の軍を指揮することになった。軍のおよそ半分は志願兵と民兵だった。それには、海岸、内陸河川、および小川をパトロールさせるために、海兵隊の旅団、海軍、Revenue-Marineの人員も含まれていた。
1837年1月、戦争に変化があった。様々な作戦によって、多くのセミノールとブラック・セミノールが殺され、捕らえられた。1月の終わり、数名のセミノールの酋長がジェサップにメッセンジャーを送り、休戦が整われた。3月に、「降伏」はミカノピーを含む数人の酋長によって合意され、セミノールが西部へ移住する際に、彼らの仲間と「彼らの黒人奴隷、彼らの誠実な特性」も同伴されることが規定された。5月の終わりまで、ミカノピーを含む多くの酋長が降伏した。しかし2人の重要なリーダー、オセオラとサム・ジョーンズ は降参せず、猛烈に移住に反対した。6月2日、彼ら2名のリーダーは、およそ200人の追随者とともに、防備が不十分なブルック砦の捕虜キャンプに侵入し、そこで降伏した700名のセミノールを連れ去った。戦争は再び起こり、ジェサップは二度とインディアンの言葉を信じなかった。ジェサップの命令で、コアクーチェ（ワイルドキャット）、オセオラ、およびミカノピーを含む数人のインディアンのリーダーは、彼らが休戦会議に出廷した時に捕らえられた。コアクーチェと他の多くの捕虜は、セントオーガスティンのマリオン砦の仲間たちによって逃げることができたが、オセオラは彼らと一緒に逃げなかった。
ジェサップは複数の縦隊による半島の一掃を組織化し、セミノールはさらに南に追いやられた。1837年のクリスマスの日、ザカリー・テイラー大佐の800名の縦隊は、オキーチョビー湖の北の岸で、およそ400セミノールの大群に遭遇した。サム・ジョーンズ、アリゲーター、そして逃亡したばかりのコアクーチェが率いるセミノールは、ソーグラス（カヤツリグサ科の植物）に囲まれたハンモックで良い位置についたが、セミノールは結局ハンモックから追い出され、湖を渡って逃げた。それでもテイラーの軍は、26名が殺され112名が負傷した。一方でセミノールの犠牲者は11名の死者、14名の負傷者であった。それにもかかわらず、このオキーチョビー湖の戦い(en:Battle of Lake Okeechobee)は、テイラーと彼の軍隊の大勝利として迎えられた。
1月の終わり、ジェサップの軍はセミノールの大集団をオキーチョビー湖の東まで追いつめた。セミノールは当初ハンモックに陣取っていたが、砲撃によって彼らは広い小川の向こう側に退却し、そこで別の布陣を組んだ。最終的にセミノールは退却し、多くの死傷者を出して、ロクサハッチーの戦いは終了した。1838年2月、セミノールの酋長のタスキギーとハレック・ハジョは、彼らがオキーチョビー湖の南に滞在することができるなら休戦をしてもよいという提案を持ってジェサップに接近した。ジェサップはその考えを支持したが、承認のためには連邦政府に文書を書かなければならなかった。酋長と彼らの追随者は回答を待っている間、軍の近くに野営した。連邦の陸軍長官がこの考えを拒絶したとき、ジェサップはキャンプの500人のインディアンを取り押さえ、彼らを西部に送還した。
5月、指揮の軽減を求めたジェサップの要求は承諾され、ザカリー・テイラーはフロリダの陸軍の司令を引き受けた。減少したフロリダの兵力とともに、テイラーは北フロリダ全域に、30km（20マイル）おきにたくさんの小さな杭を作り、北フロリダにセミノールを進入させないようにすることに集中した。その冬はかなり静かであった。事件と小競り合いは引き続き起こったが、主要な動きはなにもなかった。ワシントンとアメリカ全土では、戦争を支援する考えが浸透していた。多くの人々が、セミノールがフロリダにいる権利を得たと思い始めていた。戦争は終わらず、コストも甚大だった。マーティン・ヴァン・ビューレン大統領は、セミノールと新しい条約を交渉するため、陸軍総司令官のアレクサンダー・マコムを派遣した。1839年5月19日、マコムは、セミノールとの合意に達したと発表した。セミノールは南フロリダでの居留地と引き換えに休戦することになった。
1839年の夏が過ぎたころ、協定は成立しているように思えた。7月23日、およそ150人のインディアンがカルーサハチー川(en:Caloosahatchee River)の上の交易所を攻撃した。警備していたのはウィリアム・ハーニー大佐率いる23名の分遣隊だった。ハーニー大佐を含む数名の兵士が川に達して、逃げるためのボートを見つけることができたが、ほとんどの兵は交易場の数人の民間人とともに殺された。多くの人がこの攻撃を、チャカイカが率いる「スペイン」のインディアンによるものと主張し、他の者は、実際にマコムとの合意に達したミカズキの一団を率いるサム・ジョーンズを疑った。サム・ジョーンズは、33日後に、この攻撃の責任者をハーニーに引き渡すことを約束した。その時が来る前に、サム・ジョーンズのキャンプを訪問した2名の兵士が殺された。
新しい戦術の試みとして、陸軍はインディアンを追跡するために犬をブラッドハウンド(en:Bloodhound)に代えていたが、この成果は悪かった。テイラーが始めた北フロリダの防塞と巡回の制度は、セミノールを活動的にしただけで、地域から彼らを追い出すことはできなかった。1849年5月、以前の指揮官よりもずっと長い間フロリダ戦争に務めたザカリー・テイラーは、転勤の要求を承諾され、今度はウォーカー・キース・アーミステッド(en:Walker Keith Armistead)准将に引き継がれた。夏の間、活発に行動し、アーミステッドはすぐに好戦的になった。陸軍はセミノールの隠れキャンプを求めて、草原を焼き払い、馬、牛、豚を追い払っていた。夏のなかばまでには、陸軍は500エーカーのセミノールの耕作地を破壊していた。
海軍は、川や小川、エバーグレーズの中で活躍する船員と海兵隊員が、戦争でより大きい役割を果たしていた。1839年後半に、海軍中尉のジョン・T・マクラフリンは、フロリダで展開する陸海軍共同の水陸両用の軍の司令を与えられた。マクラフリンはフロリダキーズ諸島(en:Florida Keys)の北方のティー・テーブル・キーに彼の基地を設立した。マクラフリンの軍隊は、1840年12月から1841年1月の中旬まで移動し、丸木舟で東から西までエバーグレーズを交差して横断した最初の白人の集団となった。

### インディアン・キー
インディアン・キーはフロリダキーズ諸島北方の小島。1840年に新たに作られたデイド郡の郡都で、破損した港だった。1840年8月7日早朝、「スペインの」インディアンの大きな一団はインディアン・キーに潜入した。偶然、1人の男性がインディアンを見つけ、警告した。島に住んでいたおよそ50名のうち、40名は逃げることができた。死者にはメキシコのカンペーチェの元アメリカ合衆国領事、ヘンリー・ペリン博士が含まれていた。ペリンは、議会が彼に与えた93平方メートル（36平方マイル）の本土の土地が安全になるまで、インディアン・キーで待機していたところだった。
ティー・テーブル・キーの海軍基地には、医師と彼の患者、および彼らの世話をする海軍少尉候補生以下の5人の船員しか配置されていなかった。このわずかな派遣団は、はしけ舟に一連の大砲を取り付けて、インディアン・キーのインディアンを攻撃しようとした。インディアンは船員に向かって、海岸の大砲に装填されたマスケット弾で撃ち返した。大砲の跳ね返りではしけ舟は壊れ、大砲は水の中に入り、船員たちは後退を余儀なくされた。徹底的な略奪の後、インディアンはインディアン・キーの建物を燃やした。1840年12月、90名の兵士を率いるハーニー大佐は、エバーグレースの奥深くで、チャカイカのキャンプを発見した。チャカイカは殺され、彼の団の兵士の何名かは絞首刑にされた。

### 戦争の終局
アーミステッドは、酋長を降参させる賄賂に使用するための5万5000USドルを持っていた。タラハシーの酋長、エコー・エマスラは降参したが、タイガー・テイルが率いるほとんどのタラハシーは降参しなかった。コーサ・トゥステヌギーは、彼の60名の一団を助けるため、最終的に5,000USドルを受けいれた。より少ない酋長たちは200USドルを受け取り、そして、すべての戦士が30USドルとライフル銃を手に入れた。
1841年春、アーミステッドは450名のセミノールを西部に送還した。別の236名はブルック砦で送還されるのを待っていた。アーミステッドは彼の終身在職の間に、120人の戦士を西部に送り、フロリダに残っていたのは300人未満の戦士であると見積もった。1841年5月、フロリダの陸軍指揮官として、アーミステッドからウィリアム・ジェンキンズ・ワース大佐に代わった。国と議会でこの戦争は不人気であったので、ワースは予算を削らなければならなかった。陸軍のおよそ1,000人の民間からの雇用兵を解雇し、小さい司令は統合された。ワースは夏の間、「サーチ・アンド・デストロイ」という任務を彼の兵士たちに命じて、それは事実上、北フロリダに残っていた多くのセミノールを退去させた。
陸軍によって加えられた圧力の継続は効果的だった。セミノールの集団の中には、飢餓を避けるために降伏する者も出た。2回目のコアクーチェを含む他の者は、交渉するために来た際に捕らえられた。大きな賄賂は、他の者に降伏を説得するコアクーチェの協力を保証した。
1842年初め、ワース大佐は残っているセミノールに平和のままでいることを勧めて、その後彼は終戦を宣告する承認を受け、残っているセミノールをフロリダ南西部の非公式の居留地に残したまま、1842年8月14日に終戦宣言をした。同じ月に、議会は武力占領条例を可決した。それは、土地を開墾する移住者には無料の土地を与え、彼ら自身がインディアンから身を守ることが準備された。1842年の終わりには、フロリダ南西部の居留地以外に居住する残りのインディアンを集め、西部に送還した。1843年4月までに、フロリダでの軍は1連隊にまで減少した。1843年11月までに、ワースは、フロリダに残っている唯一のインディアンは、居留地で生活するおよそ95人の男性と、およそ200人の女性と子供であり、彼らは既に脅威ではないと報告した。

### 余波
第2次セミノール戦争は最大4000万ドルかかったと言われている。4万人以上の正規のアメリカ軍、民兵、および志願兵が従軍した。軍事行動中、300人以上の正規アメリカ陸軍、海軍、および海兵隊の人員が、55人の志願兵と共に殺された。そしてそれ以上の人数が、疾病または事故で死亡した。セミノールの戦死者の数に関する記録は全くない。多くのセミノールが病気か飢餓のために、フロリダで、西部のインディアン居留地に行く途中に、あるいは西部に到達してから死亡した。戦争中、数は不明ではあるが、明らかにかなりの数の白人の民間人が、セミノールによって殺された。

## 第2次戦争後
フロリダに平和がやってきた。インディアンはほとんどは居留地に滞在していた。不法入居者は、居留地のより近くに移りつつあり、1845年、ジェームズ・ポーク大統領は、居留地の周りの20マイル(30m)に広い緩衝地域を設けた。緩衝地域の中では、土地を要求することができず、土地所有権は発行されず、連邦保安官は要求を受けて、緩衝地域から不法入居者を退去させることになった。1845年、ブルック砦で商店を経営していたトーマス・P・ケネディは、インディアンのためにパイン島(en:Pine Island (Lee County, Florida))の彼の漁区を交易所に変えた。しかし交易所は順調ではなく、なぜならインディアンにウイスキーを販売した白人たちが、彼らがケネディの店に行けば、捕らえられ西部に送られる送られると言ったためであった。
フロリダ当局は、フロリダからすべてのインディアンの退去をうるさく求め続けた。一部のインディアンは、白人との接触をできるだけ制限しようとした。1846年、ジョン・T・スプラグ大尉は、フロリダのインディアン問題の担当として配置された。酋長らと彼が会う際に、彼は大きな問題を抱えていた。休戦中でもしばしば酋長を捕らえていたので、インディアンは陸軍を非常に信用していなかった。1847年、彼は農場の襲撃のレポートを調査している間に、何とかして酋長全員に会った。彼は、フロリダのインディアンは120人の戦士がいると報告した。それらは、ビリー・ボウレグスの団に70名、サム・ジョーンズの団に30名のミカズキ、チプコの団に12名のクリーク(マスコギ語を話す)、4名のユチ、および4名のチョクトーを含んでいた。また、彼は、100人の女性と140人の子供がいたと見積もった。

### インディアンの攻撃
パイン島の交易所は1848年に全焼し、そして1849年、トーマス・ケネディと彼の新しいパートナー、ジョン・ダーリングは、ピース川の支流である現在のパインズ・クリークに、交易所を開く許可を与えられた。このとき、インディアンの1つの団が居留地の外で暮らしていた。「アウトサイダーズ」と呼ばれるこの団は、チプコのリーダーシップの下に、20名の戦士から成っていて、5名のマスコギ、7名のミカズキ、6名のセミノール、1名のクリーク、および1名のユチを含んでいた。1849年7月12日に、この団の4人のメンバーがピアス砦のすぐ北のインディアン川で農場を攻撃し、1人の男性を殺して、別の男性と女性を負傷させた。この襲撃に関するニュースで、フロリダの東海岸の人口の多くがセントオーガスティンに逃げた。7月17日に、インディアン川で農場を攻撃した4名の「部外者」、およびインディアン川にいなかった5番目の男性は、ケネディとダーリングの店を攻撃した。ペイン大尉を含む店の2人の労働者が殺され、彼らの子供に隠れているようにエスコートしていた別の労働者と彼の妻は負傷した。
アメリカ合衆国陸軍はインディアンを従事させる準備がなかった。フロリダにはわずかな兵士しか配置しておらず、彼らが白人入植者を保護してインディアンを捕らえることができた場所に素早く彼らを動かす手段はひとつもなかった。戦争省はフロリダで新しい増強を始めた。司令官にデヴィッド・E・トゥイッグス少将を配置し、州は入植地を警備するために2つの騎馬中隊を召集した。インディアンを西部に移動させるよう努めていたジョン・ケーシー大尉は、シャーロット港でトゥイッグス司令官とインディアンのリーダー数名との会合をセッティングすることができた。その会合でビリー・ボウレグスは、他のリーダーの承認をもって、30日以内に攻撃に責任がある5名の男性を陸軍に引き渡すことを約束した。10月18日、ボウレグスは、逃亡しようとした時に断ち切られた一人の男性の手と共に、3名の男性をトゥイッグスに引き渡した。5番目の男性は捕らえたが逃げた。
ボウレグスが3人の殺人者を引き渡した後、インディアンが驚いたことに、トゥイッグス司令官は、フロリダから彼らを退去させるよう命令されていたとインディアンに言った。政府は、強制移住を実行するために3つの戦術を適用した。フロリダの陸軍は1,500名に増加した。10万ドルは、インディアンの移住を贈賄するために当てられた。最終的に、セミノールの酋長の代表団が、フロリダの彼らの対応者と交渉するためにインディアン準州から連れて来られた。結局、ミカズキの副酋長のカピクトゥースーツェは、彼の親族を西部へ導くことに同意した。1850年2月、74人のインディアンが船でニューオリンズへ向かった。彼らは賄賂で合計1万5953USドルと、フロリダに残された件での補償金が支払われた。その後、関係を悪い方にさせた2、3の事件があった。カピクトゥースーツェと彼の団が降伏していた時に、同時に交易に行っていたマスコーギとミカズキは、不本意にニューオリンズに追放された。そうして3月に、第7歩兵隊の騎馬分遣隊は居留地に入った。その結果、他のインディアンは交渉者との接触を断った。4月までには、トゥイッグスは、インディアンにこれ以上西部に移住することを説得する望みは全くないとワシントンに報告していた。
1850年8月、フロリダ中北部の農場で生活する親のない少年が、明らかにインディアンによって殺された。最終的に、事件に関する十分な苦情は、加害者のインディアンの引き渡しの命令を陸軍長官に引き起こすべく、または大統領が部族全体に責任を負わせるべく、ワシントンに届いた。ケーシー大尉はボウレグスと話し、4月に会合をセッティングすることができた。ボウレグスは、責任がある男性を渡すと約束したが、彼らは明らかにチプコの団のメンバーで、ボウレグスはそれについて権限を全く持っていなかった。チプコは、可能な殺人者として3人の男性を引き渡すと決め、そして、マイアーズ砦で取り引きするために現れたとき、逮捕された。身柄を拘束した時に、3名の男性は無実を訴え、チプコが彼らを好きではなく、チプコの団の他の男性が実際の殺人者であると言い、ケーシー大尉はそれを信用した。3人の男性は、タンパの刑務所から逃亡しようとしたが、捕らえられ、鎖でつながれた。後に彼らは首を吊っているのが発見された。1名は発見時にまだ生きていたが、翌日までもたなかった。コミュニティでは、3人の男性を鎖でつないだ巡査は、1849年のパインズ・クリークの虐殺の時、ケネディとダーリングの店で殺された男性のひとりの兄弟の義父であると述べられた。

### さらなるインディアンの強制移住
1851年、ルター・ブレーク将軍は、インディアンを西に動かすため、内務長官に任命された。彼は、ジョージアからチェロキーを外すことに成功しており、おそらく、セミノールを取り外す仕事をできた。彼には、賃金へすべての成人男子に800ドル、すべての女性と子供に450ドルの資金を供給していた。彼は、通訳を探しにインディアン準州に行き、1852年3月にフロリダに戻った。彼はインディアンのすべてのリーダーに会うために遠く野原に入って、7月までには16人のインディアンを西部に送った。ビリー・ボウレグスがフロリダにしつこく居座っていたので、ブレークはボウレグスと他の数人の酋長をワシントンに連れて行った。ミラード・フィルモア大統領はメダルをボウレグスに与え、そして、彼と他の3人の酋長がフロリダを去るために有望な協定に調印するように説得した。酋長たちは、ボルチモア、フィラデルフィア、ニューヨークシティなどを観光させられた。フロリダに戻ると酋長らは、彼らがワシントンで調印した協定を拒否した。ブレークは1853年に解雇され、代わってケーシー大尉がインディアンの強制移住を担当するために戻ってきた。
1851年1月に、フロリダ立法府はフロリダ民兵の指揮官の地位を作成し、トーマス・ブラウン知事はベンジャミン・ホプキンスをそれに任命した。次の2年間、フロリダ民兵は居留地境界の外にいたインディアンを追跡した。この期間、民兵は1人の男性、数人の女性、および140の豚を捕らえた。民兵に捕まっている間に、1人の年老いたインディアンの女性が、彼女の家族の残りが逃げた後に自殺した。州は、全体の作戦に4万USドルを費やした。
フロリダ当局からの圧力は、さらに一度、行動を取るために連邦政府を押した。ケーシー大尉は、西部に動くようにセミノールを説得しようとし続けたが、運が悪かった。彼は再びビリー・ボウレグスと他の者をワシントンに送ったが、酋長は、移住に同意するのを拒否した。1854年8月、ジェファーソン・デイヴィス陸軍長官は、最終的な闘争にセミノールを向かわせる計画を新たに立てた。計画は、インディアンとの禁輸措置、南フロリダの土地の調査と販売、そして新しい入植者を保護するための陸軍の配置を含んでいた。デイヴィスは、インディアンが去ることに同意しないのなら、陸軍が武力行使すると言った。

## 第3次セミノール戦争

### 増加する陸軍とインディアンの攻撃
1855年後半までには、フロリダ半島に配置された700以上の陸軍部隊があった。その頃、セミノールは、彼らは、彼らに対して増加する圧力に逆襲することを決め、機会が到来したときには攻撃することを決めた。サム・ジョーンズはこの決定の扇動者であったと言われていて、チプコはそれに反対していたと言われる。1855年12月7日、以前に居留地の巡視隊を率いたジョージ・ハートサフ少尉は、10名の兵士と2台の馬車とともにマイヤーズ砦を出発した。彼らはセミノールに遭遇しなかったが、とうもろこし畑とビリー・ボウレグスの村を含む3つのさびれた村を通り過ぎた。12月19日の晩、ハートサフは、その翌日にはマイヤーズ砦に戻ることを彼の兵士に告げた。兵士が翌朝(1855年12月20日)に馬車に積み込んで、それらの馬にくらを置いていたとき、ビリー・ボウレグスによって導かれた40名のセミノールがキャンプを攻撃した。隠れようとしたハートサフ中尉を含む数名の兵士が撃たれた。セミノールはキャンプの4名の兵士を殺して頭皮をはぎ、馬車用のラバを殺して略奪し、馬車を燃やして、数頭の馬を盗んだ。7人の男性(うち4人は負傷)、マイヤーズ砦に引き返した。
この攻撃のニュースがタンパに達したとき、都市の人々は民兵の将官を選出して、中隊を組んだ。新たに形成された民兵は、ピース川流域を行進して、より多くの兵士を募集して、川に沿ったいくつかの砦に配置した。ジェームス・ブルーム(en:James E. Broome)知事は、できるだけ多くの志願兵中隊を組織化し始めた。州には限られた資金があったので、彼は陸軍に志願兵を受け入れさせようとした。ジェファーソン・デイヴィス陸軍長官は、2つの歩兵中隊を受け入れ、そして、およそ260名の兵士の3つの騎馬中隊を取り付けた。ブルーム知事は、国家の管理下に別の400名の兵士を動員しておいた。個人の寄付により、州の軍(陸軍によって受け入れられたものと国家の管理下に残っているものの両方)は一部武装して供給された。ジェシー・カーター司令官は、州の軍を率いるために「軍事のランクのない特別なエージェント」としてブルーム知事によって任命された。カーターが作物を作るのに州の軍の半分を動員したので、彼の唯一の200名の男性が巡視に利用可能だった。騎馬巡視隊は、馬で行くのが簡単な、広々とした平野をパトロールすることを好んだが、しかしそれはセミノールたちに彼らが来ることを分からせた、とタンパの新聞は記事にした。
1856年1月6日、ザミア(en:Zamia integrifolia)をマイアミ川(en:Miami River (Florida))の南に集めていた2人の男性が殺された。地域の入植者たちは、即座にダラス砦とキー・ビスケイン(en:Key Biscayne)に逃げた。オクセン・タステナッギーの下のおよそ20名のセミノールの一団は、ディナウド砦の外で木々を伐採していた巡視隊を攻撃して、6名のうちの5名を殺した。地域を防御するための民兵ユニットの配置があったにもかかわらず、セミノールはまたタンパベイの南の海岸に沿って強襲した。彼らは現在のサラソータで1人の男性を殺して家を燃やし、1856年3月31日に彼らは、現在のブレイデントンにある、ジョゼフ・ブレーデン博士の農園の家である「ブレーデン城」を攻撃しようとした。彼らにとって「城」は強過ぎたが、彼らは7人の奴隷と3頭のラバを連れ去った。囚人と戦利品を背負い込んで、セミノールは速く動けなかった。彼らが見つけて虐殺した牛の肉を焼いて食べながらビッグ・チャーリー・アポプカ・クリークで休止していた間、民兵が追いついた。民兵は、2名のセミノールを殺して、ブレーデン博士の農園から連れて行かれた奴隷とラバを再び捕らえた。死んだセミノールの一人の頭皮はタンパに、もう一人のはマナティに掲示された。
4月に、正規軍と民兵は、居留地の中と周辺をパトロールしたが、少しのセミノールにしか接触しなかった。4月、6時間にわたる一戦がボウレグス・タウン近くで交えられ、セミノールが撤退する前に4名の正規兵が殺され、3名が負傷した。セミノールは、州の至るところで小さい襲撃を実行し続けた。1856年5月14日、15名のセミノールがタンパの北のロバート・ブラッドリー大尉の農家を攻撃して、2人の幼い子供を殺した。1名のセミノールはブラッドリーによって殺害された。第2次セミノール戦争の時に、彼がタイガー・テイルの兄弟を殺していたので、ブラッドリーはセミノールの報復の対象とされたと見られる。5月17日、セミノールはフロリダ中部で幌馬車の一団を攻撃して、3人の男性を殺した。軍が保護を提供することができるまで、タンパ発着の郵便と駅馬車のサービスは中断した。
1856年6月14日、セミノールはミード砦から2マイル(3km)離れたところの農場を攻撃した。すべての世帯が家で安全にしていたので、彼らはセミノールを寄せ付けなかった。ミード砦へ砲火が聞かれ、7人の騎馬民兵がこれに応じた。3人の民兵が殺されて、他の2人が負傷した。これまで以上の多くの民兵がセミノールを追跡したが、突然の雨が彼らの火薬を濡らして、後退しなければならなかった。6月16日、フレーザー砦の20人の民兵がピース川に沿ってセミノールの集団を驚かせ、数名のセミノールを殺した。2人の死者と3名の負傷者を出した後に、民兵は撤退した。彼らは多くて20名以上のセミノールを殺したと主張したが、インディアンは4人の死者と2名の負傷者だけを確認した。しかし、死者のひとりはオクセン・タステナッギーであり、オクセン・タステナッギーは活発に入植地に対して攻撃を導く唯一の酋長と見られていた。
フロリダの市民は民兵に幻滅するようになった。民兵は一日か2日間巡視して、彼らの農場で働くために家に帰ること、そして彼らの怠慢、酩酊、および盗みに関する苦情があった。職員が必要な文書業務を提出するのは不本意であると報告された。最も重要な点では、民兵は入植者への攻撃を防いでいなかった。

### 新しい戦略
1856年9月、ウィリアム・S・ハーニー准将は連邦軍の指揮官としてフロリダに戻った。彼は第2次セミノール戦争で学んだ教訓を覚えていて、フロリダ中に並べた砦のシステムを設置し、巡視はセミノールの領土深くに移動した。彼は、セミノールをビッグ・サイプレス・スワンプとエバーグレーズに制限することを計画していて、彼らは雨季の間そこに住むことができないと信じていた。彼らが水浸しになった土地から作物が育つ乾いた土地に移動したとき、インディアンを捕らえることができると予期した。ハーニーの計画の一部は、湿地帯の島と他の乾いたスポットに到達するためにボートの使用を伴った。彼は、最初に、セミノールと交渉するもうひとつの試みをしたが、彼らに接触することができなかった。1857年1月上旬、彼は、活発にインディアンを追跡するように軍に命令した。しかし4月に、ハーニーの計画は、カンザス州での暴動(en:Bleeding Kansas)を救うために彼と第5歩兵隊がカンザスに移動する時まで、わずかな結果しか示していなかった。
ガスタウス・ルーミス大佐は、フロリダでハーニー司令官の後任の指揮官となったが、第5歩兵隊の退出は、彼に第4砲兵隊の10の中隊だけを残した(第4砲兵隊は後でちょうど4つの中隊にまで減少した)。ルーミスは、ボート中隊に志願兵を組織し、特にビッグ・サイプレス・スワンプとエバーグレーズで使用するために、建造されていた金属製の「アリゲーター・ボート」はこの中隊に与えられた。両端からの全長は30フィート(9m)で、最大16人の兵士を湿地帯の中に乗せることが可能だった。これらのボート中隊は、多くのインディアン、主として女性、および子供を捕らえることができた。正規軍はうまくいかなかった。アブナー・ダブルデー(en:Abner Doubleday)大尉を含む将官の中には、セミノールが容易に陸軍巡視を避けたのを観測した人もいた。ダブルデーは、これを下士官兵の大部分が森林における技能を全く持っていなかった最近の入植者であったという事実の結果と考えた。
1857年に、フロリダ民兵の10個の中隊は、9月までに合計およそ800名の兵士が連邦の任務に連れていかれた。11月、これらの軍は、ビリー・ボウレグスの一団の、18名の女性と子供を捕らえた。また、軍は、発見されたいくつかの町と耕作地を破壊した。軍は1858年の元日に、ビッグ・サイプレス・スワンプに移り始め、再び発見した町と耕作地を破壊した。インディアン準州からの別の代表団は、1月にフロリダに到着して、ボウレグスに連絡することを試み、連絡が取れた時に軍は撤退した。前年に、最終的にインディアン準州に、クリーク族とは別々の彼ら自身の居留地をセミノールに与えた。それぞれの戦士に500USドル(酋長はそれ以上)、各女性には100USドルの現金の支払いが約束された。3月15日に、ボウレグスとアッシンワーの一団は申し出を受け入れ、西部へ行くことに同意した。5月4日、合計163名のセミノール(より早く捕らえられた者を含む)を、ニューオリンズに送還した。1858年5月8日に、ルーミス大佐は、戦争は終結したと宣言した。

## 余波
ルーミス大佐が第3次セミノール戦争の終わりを申告したとき、100名のセミノールだけがフロリダに残っていたと信じられていた。1858年12月、残っているインディアンを西部へ動かすための別の試みをした。1859年2月15日、合計して75名のセミノールの2つの団が来て、西部に出発した。しかし、まだ、セミノールはフロリダにいた。サム・ジョーンズの団は、フロリダ南東部に、マイアミとフォートローダーデールからの内陸部で生きていた。陸軍と民兵はその場所を見つけていなかったが、チプコの団はオキーチョビー湖の北に住んでいた。個々の家族は、南フロリダの沼沢地の向こう側に点在していた。戦争が公式に終わって、残っているセミノールが静かなままであったので、民兵は家に帰り、正規の陸軍部隊を再編成した。セミノール戦争によって造られた砦のすべてが使用を中止され、なにか使用可能な材料のために、入植者たちによってすぐにはぎ取られた。1862年、州は、南北戦争でセミノールたちを中立に保たせようと試み、援助の約束するためサム・ジョーンズに連絡した。州は約束を最後までやり通さなかったが、セミノールは別の戦争で戦うことに興味がなかった。1868年のフロリダ憲法は、州下院に1議席、州上院に1議席をセミノールに与えたが、セミノールはその地位に就くことはなく、1885年の議会でこれらの部分を削除した。